# Harald Haarfagre (Schiff, 1897)
Die Harald Haarfagre war ein Küstenpanzerschiff der königlich-norwegischen Marine. Sie wurde 1897 bei Armstrong Whitworth in Newcastle-upon-Tyne, England, auf Kiel gelegt, am 4. Januar 1897 vom Stapel gelassen und am 21. März 1898 in Dienst gestellt. Da die beiden 1912 in Großbritannien georderten Panzerschiffe der Bjørgvin-Klasse (Bjørgvin und Nidaros) bei Ausbruch des Ersten Weltkriegs von der britischen Royal Navy beschlagnahmt wurden, blieben die Harald Haarfagre und ihr Schwesterschiff Tordenskjold bis in die Mitte der 1930er Jahre wichtige Stützen der norwegischen Marine.
Das Schiff war benannt nach Harald I. „Schönhaar“ (norwegisch: Harald Hårfagre), dem ersten König des größten Teils der Küste Norwegens.

## Bau und Technische Daten

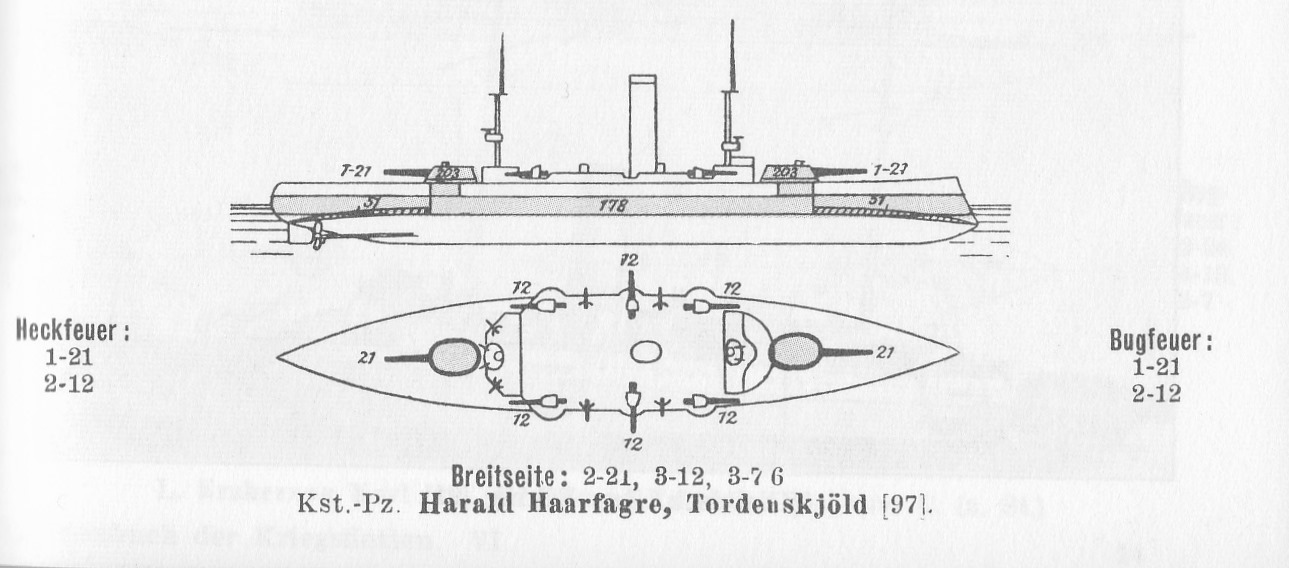
Plan der Harald Haarfagre und der Tordenskjold

Die Harald Haarfagre, die Tordenskjold und die beiden zwei Jahre später gebauten Küstenpanzerschiffe Eidsvold und Norge wurden im Zuge der allgemeinen Aufrüstung gebaut, die Norwegen gegen eine eventuelle Militäraktion Schwedens schützen sollte und schließlich 1905 in der Auflösung der schwedisch-norwegischen Personalunion und der vollständigen Unabhängigkeit Norwegens gipfelte. Das norwegische Parlament genehmigte 1895 den Bau von vier neuen Panzerschiffen, um vorhandene veraltete Monitore zu ersetzen. Wegen der politischen Spannungen wurden sie nicht in Schweden, sondern in England bestellt. 1896 erhielt die Werft Armstrong Whitworth den Auftrag für zwei Schiffe von 3500 t, die mit zwei 21-cm-Geschützen in Einzeltürmen und einer 12-cm-Mittelartilleriebatterie bewaffnet sein sollten. Sie wurden auf der Low Walker-Werft gebaut, der es seinerzeit an zivilen Aufträgen mangelte, und nicht in Elswick auf der Kriegsschiffswerft der Firma.
Die Harald Haarfagre war ein für die Vor-Dreadnought-Zeit typisches Panzerschiff, den Schiffen der deutschen Siegfried-Klasse vergleichbar. Sie war 92,66 m lang und 14,78 m breit, hatte 5,38 m Tiefgang und verdrängte 3.435 ts nach Konstruktion und 3.380 ts als Standardverdrängung. Zwei kohlebefeuerte Dampfmaschinen mit 4500 PS ergaben eine Höchstgeschwindigkeit von 16,9 Knoten. Die Bewaffnung bestand aus zwei 21-cm-Geschützen in Einzeltürmen vorn und achtern, sechs 12-cm-Kanonen, sechs 7,6-cm-Kanonen, sechs 1,5-Pfünder-Schnellfeuerkanonen und zwei 45-cm-Unterwasser-Torpedorohren. Das Schiff hatte ein Panzerdeck und eine Gürtelpanzerung von 178 mm Dicke; die beiden 21-cm-Barbetten hatten 203 mm Panzerung. Die Besatzung zählte 245 Mann.

## Schicksal

### 1898–1940
Die Harald Haarfagre versah Routinedienst und machte Ausbildungsfahrten. 1901 machte sie eine lange Fahrt entlang der norwegischen Küste mit dem Schwesterschiff Tordenskjold und dem neuen Küstenpanzerschiff Norge sowie dem Zerstörer Valkyrjen. Auch machte die Harald Haarfagre Auslandsbesuche, darunter 1907 ein Besuch in den Vereinigten Staaten anlässlich der 300-Jahr-Feier des Beginns der Besiedlung der USA. Das Küstenpanzerschiff traf am 18. Juni mit 25 Seekadetten zusätzlich an Bord in New York überraschend als erstes norwegisches Kriegsschiff nach der Selbständigkeit Norwegens ein. Anschließend lief sie zu den Hampton Roads und besuchte zusammen mit dem kleinen schwedischen Panzerkreuzer Fylgia die Jamestown-Ausstellung. Über Madeira kehrte das Küstenpanzerschiff in die Heimat zurück.
Im Jahre 1911 besuchte sie als Begleitschiff der Staatsyacht von König Haakon VII. Kopenhagen. Im Ersten Weltkrieg blieb das Schiff in heimischen Gewässern, um die norwegische Neutralität zu sichern. Zwar wurden in den 1920er Jahren einige Modernisierungsmaßnahmen vorgenommen, aber in der zweiten Hälfte der 1930er wurde das Schiff dann doch wegen Überalterung ausgemustert und als Lagerhulk aufgelegt. Die beiden 21-cm-Kanonen wurden ausgebaut und bei der Küstenartillerie weiterverwendet. Die Maschinenanlage blieb allerdings im Schiff.

### 1940–1945
Bei der deutschen Besetzung Norwegens fiel das Schiff in deutsche Hand. Nach eingehender Inspektion, und da die Maschinen noch immer um die 14 Knoten Geschwindigkeit erbrachten, wurde das Schiff bei den Deutschen Werken in Kiel zur schwimmenden Flak-Batterie umgerüstet und von der Kriegsmarine am 1. Februar 1941 unter dem Namen Thetis in Dienst gestellt.
Die Verdrängung betrug jetzt 3.858 t und Bewaffnung bestand nunmehr aus sechs 10,5-cm-Flak 38, zwei Bofors 4-cm-Flak und 14 2-cm-Flak 30. Im Gegensatz zu anderen erbeuteten und zu Flak-Batterien umgerüsteten Schiffen konnte die Thetis sich mit eigener Kraft bewegen.  Die Thetis wurde in Nordnorwegen eingesetzt, so unter anderem im Ofotfjord vor Narvik und im Altafjord, wo sie dem Schlachtschiff Tirpitz Flakschutz geben sollte.
In den letzten Kriegstagen lag die Thetis in der Kilbotnbucht südlich von Harstad, wo die Kriegsmarine ab Herbst 1944 einen U-Boot-Stützpunkt unterhielt. Dort überlebte sie den Luftangriff der Royal Navy am 4. Mai 1945 (Operation Judgement), dem das Wohn- und Depotschiff Black Watch und das U-Boot U 711 zum Opfer fielen, unbeschadet, da sie durch ihre Position am Westufer der Bucht dicht unter Land wohl kein leichtes Angriffsziel bot.

### 1946–1948
Nach dem Krieg wurde das Schiff an Norwegen zurückgegeben und erhielt wieder seinen angestammten Namen. Die Flak-Geschütze wurden ausgebaut und bei der Küstenartillerie weiterverwendet. Der Schiffsrumpf wurde als Wohnschiff und zeitweise zum Transport deutscher Kriegsgefangener benutzt. 1947 wurde das Schiff zum Abwracken verkauft und 1948 verschrottet.